# Elmar Messner
Elmar Walter Messner (Brunico, 28 agosto 1970) è un ex snowboarder italiano.

## Biografia
Nato a Brunico, in Alto Adige, nel 1970, debutta in Coppa del Mondo a 24 anni, il 24 novembre 1994 a Zell am See/Kaprun, in Austria, nello slalom parallelo, una delle sue specialità insieme a slalom gigante e snowboard cross.
Il 22 gennaio 1995 ottiene il suo primo podio in Coppa del Mondo, arrivando 2º nello slalom a San Candido.
Nel 1996 partecipa ai Mondiali di Lienz, in Austria, terminando 13° nello slalom parallelo.
Il 17 dicembre dello stesso anno ottiene la sua prima vittoria in Coppa del Mondo, imponendosi nello snowboard cross a Sun Peaks, in Canada.
Ad inizio anno successivo è di scena al Mondiale di San Candido, dove vince la medaglia d'argento nello slalom parallelo, concluso dietro soltanto allo statunitense Mike Jacoby. Nella stessa competizione arriva 15º nello slalom gigante e nello snowboard cross.
Sempre nel 1997 vince la Coppa del Mondo di snowboard cross, alla sua prima edizione.
A 27 anni, con l'introduzione dello snowboard ai Giochi olimpici invernali, partecipa ai Giochi di Nagano 1998, nello slalom gigante, terminando al 13º posto con il tempo di 2'09"41.
Nel 1999, ai Mondiali di Berchtesgaden, in Germania, arriva 9º nello slalom parallelo, 15° nello slalom gigante, 18° nello snowboard cross e 32° nello slalom gigante parallelo.
Termina la carriera a 29 anni, nel 2000. Chiude con una medaglia mondiale, 1 Coppa del Mondo di snowboard cross e 9 podi in Coppa del Mondo, con 4 vittorie, 3 secondi posti e 2 terzi. Il miglior piazzamento in classifica generale di Coppa del Mondo è il 6° nel 1999.
Ora vive con la moglie Daniela e i due figli Mia e Jan Messner

## Palmarès

### Campionati mondiali
- 1 medaglia:
  - 1 argento (Slalom parallelo a San Candido 1997)

### Coppa del Mondo
- Miglior piazzamento nella Coppa del Mondo di snowboard: 6° nel 1997.
- Vincitore della Coppa del Mondo di snowboard cross nel 1997.
- 9 podi:
  - 4 vittorie
  - 3 secondi posti
  - 2 terzi posti

#### Coppa del Mondo - vittorie
| Data             | Località    | Nazione  | Spec. |
| ---------------- | ----------- | -------- | ----- |
| 17 dicembre 1996 | Sun Peaks   | Canada   | SC    |
| 17 gennaio 1997  | Kreischberg | Austria  | SC    |
| 26 febbraio 1998 | Oberstdorf  | Germania | SP    |
| 20 gennaio 1999  | Gstaad      | Svizzera | SG    |

Legenda:

SC = Snowboard cross

SG = Slalom gigante

SP = Slalom parallelo